# Protea tenax
Protea tenax (лат.) — кустарник, вид рода Протея (Protea) семейства Протейные (Proteaceae), эндемик Южной Африки.

## Таксономия
Вид описал британский ботаник Роберт Броун в 1810 году.

## Ботаническое описание

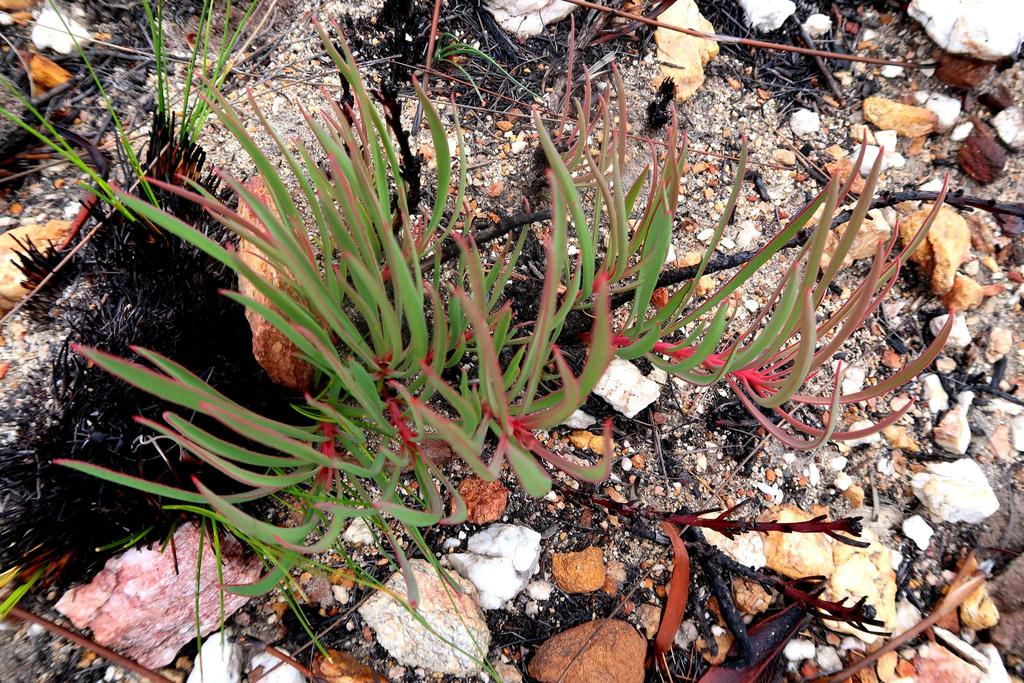
Молодые побеги P. tenax, появляющиеся после лесного пожара

Protea tenax — стелющийся кустарник. Ветви слегка опушённые, с возрастом становятся гладкими; листья длиной 10-15 см и 8-12 мм шириной сверху и 3 мм снизу от ланцетных до линейно-ланцетных, подострые, длинные, оттянутые у основания, более или менее остроконечные, с нечёткими прожилками, с отчётливой средней жилкой, гладкие или с длинными мягкими волосками, особенно у основания и по краю. Соцветие — цветочная головка — сидячая, 5 см в длину, около 6,5 см в диаметре; цветоложе коническое; яйцевидное. Обволакивающие прицветники 6-рядные; яйцевидные, тупые, шелковисто-опушённые, внутренние прицветники лопатковидно-продолговатые, вогнутые, шелковисто-опушённые, реснитчатые, равные по длине цветкам.

## Распространение и местообитание
Protea tenax — эндемик Западно-Капской провинции Южной Африки. Встречается в горах Утениква, Цицикамма, Кога и Винтерхук, а также на Бавиаансклоф.

## Охранный статус
Международный союз охраны природы классифицирует природоохранный статус вида как «вызывающий наименьшие опасения».